# Cebrio tiziifrensis
Cebrio tiziifrensis là một loài bọ cánh cứng trong họ Cebrionidae. Loài này được Cobos miêu tả khoa học năm 1961.